# Atypophthalmus seychellanus
Atypophthalmus seychellanus är en tvåvingeart som först beskrevs av Alexander 1956.  Atypophthalmus seychellanus ingår i släktet Atypophthalmus och familjen småharkrankar.
Artens utbredningsområde är Seychellerna. Inga underarter finns listade i Catalogue of Life.